# Houshang Golshiri
 (mars 2022).
Si vous disposez d'ouvrages ou d'articles de référence ou si vous connaissez des sites web de qualité traitant du thème abordé ici, merci de compléter l'article en donnant les références utiles à sa vérifiabilité et en les liant à la section « Notes et références ».
Houshang Golshiri (en persan : هوشنگ گلشیری) (Ispahan, 16 mars 1937 - Téhéran, 5 juin 2000) est un écrivain et critique littéraire iranien.

## Biographie
Houshang Golshiri est né à Ispahan le 16 mars 1937 (le 25e jour d'Esfand 1316 du calendrier persan) et a été élevé à Abadan. Sa famille était d'origine modeste. De 1955 à 1974, Golshiri vit à Ispahan, où il obtient une licence de persan à l'université d'Ispahan, et travaille également en tant qu'instituteur dans les villes et villages entourant Ispahan.
Golshiri a commencé à écrire des fictions à la fin des années 1950. Il publie des nouvelles dans le magazine Payam-e Novin puis dans d'autres au début des années 1960. Il fonde par la suite le magazine Jong-e Esfahan (1965-1973), principal journal littéraire publié ailleurs qu'à Téhéran. Il se fait connaître des cercles littéraires pour sa participation aux efforts visant à faire réduire la censure officielle. Le livre qui le rend célèbre est sa première nouvelle, Shazadeh Ehtejab (« Le Prince Ehtejab »), publié en 1968. Ce livre raconte l'histoire de la décadence de l'aristocratie, présentant entre les lignes les raisons pour lesquelles la monarchie est inaproppriée pour l'Iran. Peu après la production d'un film tiré de cette nouvelle, les autorités de la dynastie Pahlavi le font arrêter et incarcérer pendant près de six mois.
Il voyage aux États-Unis en 1978. De retour en Iran au début de 1979, Golshiri se marie avec Farzaneh Taheri, à qui il confie l'édition de ses écrits, qui est active dans l'Association des écrivains iraniens et qui est aussi critique littéraire.
En 1990, sous un pseudonyme, Golshiri publie une nouvelle traduite appelée King of the Beknighted dans laquelle il fustige la monarchie iranienne, la littérature persane, le parti Tudeh (communiste) et la République islamique.
Il a reçu le Prix de la paix Erich-Maria-Remarque en 1999.
Golshiri meurt le 6 juin 2000 à l'hôpital Mehr de Téhéran des suites d'une longue maladie.

## Œuvres
- Mesl-e hamisheh (« Comme toujours ») - 1968
- Shazadeh Ehtejab (« Le Prince Ehtejab ») - 1968-1969
- Keristin ba Kid (« Christine et l'enfant ») - 1971
- Namazkhaneh-ye kuchek-e man (« Ma petite pièce pour prier ») - 1975
- Barreh-ye Gomshodeh-ye ra'i: (jeld-e Avval) tadfin-e Zendegan (« L'agneau perdu de Ra'i (volume 1) : Enterrement du vivant ») - 1977
- Massoum-e pandjom (« Le Cinquième innocent ») - 1980
- Djobbeh khaneh (« L'Antique maison ») (1983)
- Hadis-e mahigir va div (« L'Histoire du pêcheur et du démon ») - 1984
- Pandj  gandj (« Cinq trésors ») - 1989
- Djen nameh (« Histoire du démon ») - 1998
- Djedal-e naghsh ba naghash (« Combat du dessin avec le dessinateur ») - 1998
- Bagh dar bagh (« Jardin dans le jardin ») - 1999
- Chronique de la victoire des mages, traduction, notes et postface de Christophe Balaÿ. Paris : L’Inventaire, 1997. [Titre original : فتحنامهٔ مغان][1]